# Verwaltungsgemeinschaft Falkenstein/Harz
In der Verwaltungsgemeinschaft Falkenstein/Harz waren im sachsen-anhaltischen Landkreis Aschersleben-Staßfurt die Gemeinden Endorf, Ermsleben, Meisdorf, Neuplatendorf, Pansfelde, Reinstedt und Wieserode zusammengeschlossen. Verwaltungssitz war. Am 1. Januar 2002 schlossen sich die Mitgliedsgemeinden zur Einheitsgemeinde Falkenstein/Harz zusammen